# Pimpinella cretica
Pimpinella cretica är en växtart i släktet bockrötter (Pimpinella) och familjen flockblommiga växter. Den beskrevs av Jean Louis Marie Poiret 1811.
Arten är en ettårig ört som förekommer från Grekland till Irak och Sinaihalvön.

## Varieteter
Arten delas in i följande varieteter:
- P. c. var. arabica
- P. c. var. cretica
- P. c. var. lasiopetala
- P. c. var. petraea